# Motobé
Motobé est village situé dans le Sud de la Côte d'Ivoire dans la région de la Mé, appartenant au département d'Alépé. La localité de Motobé est située à environ 30 km d’Alépé, dans la sous-préfecture d’Oghlwapo,. 